# 自由裁量処分
自由裁量処分（じゆうさいりょうしょぶん）は、行政裁量のうち純粋に処分庁の政策的・行政的判断に委ねられた処分である。
裁量が自由である以上、その処分が妥当か不当かの問題はありえるが、裁量権を濫用・逸脱しないかぎり、適法・違法の問題はありえないため、司法による対象とはならないとされる。
例としては在留許可の更新や温泉掘削の許可などがある。
一方、同じ裁量処分でも、覊束裁量処分は、法律の文言の上では一義的に確定しないように見えるが、実は行政機関の自由な裁量が許されるのではなく、法が予定する客観的な基準が存在すると考えられる。
したがって、覊束裁量については適法・違法の問題がありうるので、司法審査の対象となる。例としては、皇居外苑の使用許可、運転免許の取消などがある。